# Metaphycus bazarovi
Metaphycus bazarovi är en stekelart som beskrevs av Sharipov 1979. Metaphycus bazarovi ingår i släktet Metaphycus och familjen sköldlussteklar.
Artens utbredningsområde är Tadzjikistan. Inga underarter finns listade i Catalogue of Life.